# Lill-Rörtjärnen (Mörsils socken, Jämtland)
Lill-Rörtjärnen är en sjö i Åre kommun i Jämtland och ingår i Indalsälvens huvudavrinningsområde. Lill-Rörtjärnen ligger i Järvdalen Natura 2000-område.